# Крестовый поход Диспенсера
Крестовый поход Диспенсера (англ. Despenser's Crusade) — военная экспедиция 1383 года, организованная и возглавленная епископом английского Нориджа Генри ле Диспенсером. Целью похода было помочь городу Гент во Фландрии против сторонников антипапы Климента VII. Во время Великой Схизмы авиньонского папу Климента поддерживала Франция, а римского папу Урбана VI — Англия; поэтому поход Диспенсера оказался тесно связан со Столетней войной. В английском обществе идея такого похода была очень популярна, для его организации были собраны большие средства. Тем не менее крестоносцы потерпели неудачу: они не смогли взять Ипр, после приближения большой французской армии отступили к Гравелину, а оттуда были вынуждены вернуться на родину. Виновником этого поражения был объявлен Диспенсер.

## Предыстория
В 1378 году в католическом мире произошёл Великий раскол: появились сразу два главы церкви, Урбан VI в Риме и Климент VII в Авиньоне. Первого поддержали Центральная и Северная Италия, Англия, Скандинавия, Польша и Венгрия, второго — Франция, Южная Италия, королевства Пиренейского полуострова, Шотландия и Германия. С самого начала раскол был тесно связан с затяжной войной между Англией и Францией, которая возобновилась в 1369 году. Противостояние этих королевств в отдельных регионах принимало форму религиозного конфликта: врагов объявляли «схизматиками», для войны с которыми мог быть уместен формат крестового похода.
В Англии подготовка к священной войне с клементистами началась не позже 1379 года, когда епископ Нориджа Генри ле Диспенсер обнародовал буллу Урбана VI Nuper cum vinea; этот документ предлагал полное отпущение грехов каждому, кто сделает соответствующий своему достатку взнос на военные нужды. В марте 1381 года двумя буллами Урбан назначил Диспенсера ответственным за английский крестовый поход и дал ему право отпускать грехи жертвователям и пилигримам. Вероятно, это стало результатом миссии епископского клерка Генри Боуэта, который отправился в Рим по королевскому делу в феврале 1380 года. Доставленные им Диспенсеру буллы Dudum cum vinea Dei (23 марта) и Dudum cum filii Belial (25 марта) сохранились в нескольких экземплярах. Ещё одна булла, Dignum censemus от 15 мая, уполномочила Диспенсера проповедовать крестовый поход в обеих церковных провинциях Англии (Кентерберийской и Йоркской) и бороться с противниками похода. Все эти буллы были привезены в Англию в августе 1381 года. Диспенсер немедленно разослал своих сборщиков для получения пожертвований в обмен на индульгенции, и смог собрать значительные средства.
Когда английский парламент собрался для обсуждения финансирования крестового похода, были озвучены две возможные цели. Джон Гонт, герцог Ланкастерский (дядя короля Ричарда II и богатейший вельможа Англии), предложил организовать экспедицию в Кастилию, на трон которой он претендовал как муж Констанции Кастильской. Король этой страны Энрике II поддерживал папу Климента, а потому папа Урбан осудил его как схизматика специальной буллой,  Regimini sacrosancte. Эдуард Куртене, 11-й граф Девон, Ричард Фицалан, 11-й граф Арундел и Томас Вудсток, граф Бекингем (брат Джона Гонта) при поддержке нижней палаты выступили за поход на Гент — город во Фландрии, зависевший от французской короны, но связанной с Англией крепкими узами.
Фландрия оказалась на стороне Урбана после серии восстаний (1379—1382), в результате которых её фактическим правителем стал Филипп ван Артевелде. В 1382 году граф Людовик Мальский добился помощи от французов, те разбили фламандцев при Роозбеке и помогли графу восстановить контроль над его владениями. Англия, основной поставщик шерсти для фламандских ткацких станков, поддерживала восставшие города, а граф со своей стороны старался заблокировать английский импорт; в результате английские доходы от внешней торговли всего за несколько лет существенно уменьшились. После поражения и гибели Артевелде фламандцам пришлось признать Климента VII законным папой. При этом флот Гента ушёл в Англию, чтобы продолжить войну с графом.
Фландрский поход был дешевле и важнее с военной точки зрения, поскольку мог ослабить давление на принадлежавший англичанами Кале. Поэтому парламент одобрил именно эту идею и выделил финансирование. Руководителем крестового похода он сделал Генри ле Диспенсера, хотя изначально, по-видимому, планировалось назначить Джона Гонта или другого дядю короля. Назначение на такую должность духовного лица выглядело необычно, но Диспенсер отверг предложение сделать своим заместителем и светским руководителем экспедиции графа Арундела. Он получил от парламента специальную субсидию, к которой добавилось множество пожертвований от английских монастырей и частных лиц.

## Подготовка
21 декабря 1382 года в Старом соборе Святого Павла в Лондоне епископ Нориджа принял крест и официально поклялся отправиться в крестовый поход. По всей Англии шёл сбор денег на это предприятие. Планы крестоносцев вызвали критику со стороны религиозного реформатора Джона Уиклифа, но Деспенсер пообещал, что направит оружие только против сторонников антипапы-схизматика и что, «если в течение года случится так, что французское королевство обратится в веру истинного папы Урбана», он «должен будет сложить и убрать знамя крестового похода и впредь служить нашему господину королю… в каком-то другом месте».
Казначейство позаботилось о закупке луков и стрел. За государственными финансами наблюдали казначей Деспенсера Роберт Фулмер и лондонский купец сэр Джон Филпот, ставший банкиром экспедиции. На свои личные деньги он финансировал некоторых пилигримов и их перевозку через Ла-Манш. Поход привлёк множество людей, в том числе явно нежелательных (монахов, не способных сражаться, юных подмастерьев, преступников). Крестоносцы, принесшие обет, носили на одежде красные кресты, позже трансформировавшиеся в главный символ английского национального знамени.
В последний момент, по словам хрониста Томаса Уолсингема, Ричард II, желавший мира с Францией, попытался остановить поход: он приказал Диспенсеру дождаться прибытия опытного военачальника Уильяма Бошана, но епископ проигнорировал это требование.

## Поход

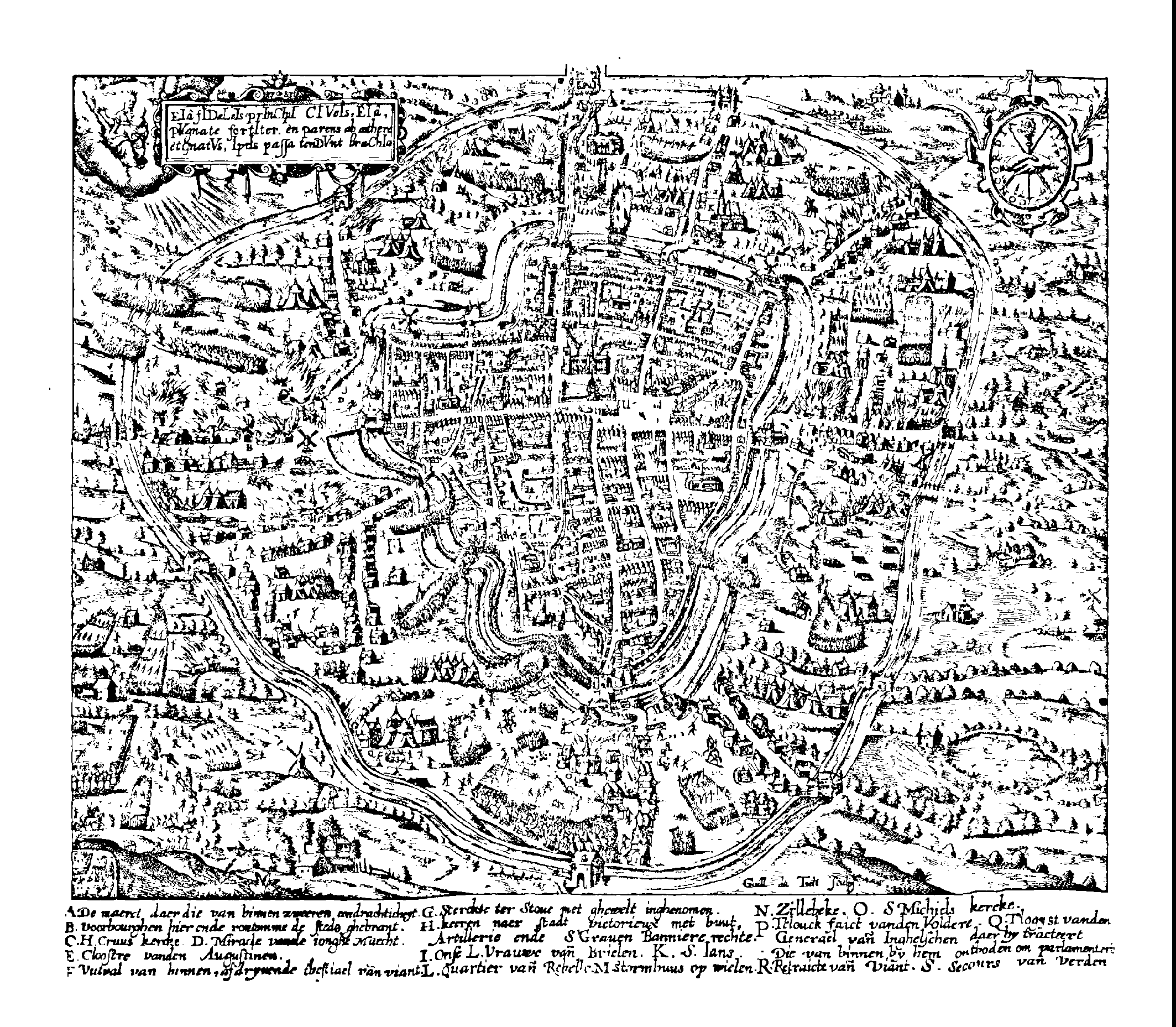
Осаждённый Ипр. Гравюра, 1610

В мае 1383 года Генри ле Диспенсер высадился в Кале во главе примерно восьмитысячной армии. Он занял Гравелин, Дюнкерк и ряд прилегающих замков, 25 мая в сражении под Дюнкерком разбил армию графа Фландрского, а потом осадил Ипр. Епископ не хотел задерживаться под стенами этого города, но большинство знатных крестоносцев было за взятие Ипра, так что епископу пришлось уступить. Защитники города успели подготовиться к обороне. Они разобрали дома в предместьях, возвели укрепления на земляных валах, послали в Париж за порохом; Ипр был разделён на оборонительные секторы, его защищали двойной ров с водой и высокий частокол. Первое нападение англичан (8 июня 1383 года) было отбито, как и атаки в течение следующих трёх дней. К концу первой недели осады Диспенсер смог, получив подкрепления, полностью окружить город и завалить внешний ров, а 15 июня он начал артиллерийский обстрел. Однако огонь пушек оказался малоэффективным. Осаждённые отбили все последующие атаки, подкупили некоторых офицеров крестоносной армии, так что те отказались сражаться. 8 августа, узнав, что граф Фландрский идёт на помощь Ипру с новой армией, епископ решил снять осаду.
Теперь силы крестоносцев разделились. Диспенсер решил двинуться во Францию, но не все его поддержали; одни вернулись в Англию, другие во главе с сэром Хью Кавли и сэром Томасом Триветом ушли в Бурбур и Берг. Епископ с оставшимся у него войском всё-таки пошёл на юг, но вскоре был вынужден отступить из-за недостатка сил и вернулся в Гравелин. Тем временем французы собрали большую армию. 7 сентября они заняли Берг, 12 — Бурбур, потом осадили Гравелин. Диспенсер отверг предложение о капитуляции. Через несколько дней он приказал разграбить город и уплыл в Англию. Сам епископ впоследствии объяснял это отсутствием продовольствия и волнениями среди горожан, его недоброжелатели — тем, что вскоре во Фландрию должен был прибыть Джон Гонт. Таким образом, к концу октября крестовый поход закончился поражением.
Во время похода некоторые офицеры писали Ричарду II, что победа ускользает из-за некомпетентного командования. Известно, что король поручил Арунделу собрать отряд из лучников и кавалеристов и отправиться во Фландрию, но письма Диспенсера показывали, что он не примет лейтенанта, и король отказался от этой идеи.

## Последствия
По возвращении в Англию Диспенсер и его капитаны предстали перед парламентом, который открылся 26 октября. Состоялось полноценное судебное разбирательство, причём епископу предъявили обвинения по четырём пунктам. Утверждалось, что, поклявшись «служить королю в его войнах за Францию» в течение года во главе войска в 2500 людей при оружии  и столько же лучников, он набрал значительно меньше людей и распустил их менее чем через шесть месяцев; кроме того, Диспенсер отказался взять с собой «лучших капитанов королевства» и обманул короля «красивыми обещаниями», чтобы сохранить за собой всю полноту командования.
Епископ защищался, утверждая, что армия крестоносцев в целом была более многочисленной, чем войско, собравшееся под Ипром, хотя не все солдаты собрались в Кале. Осаждать Ипр Диспенсеру, по его словам, посоветовали горожане Гента, а прекратить боевые действия его вынудили большие потери. Епископ выразил уверенность, что перемирие с французами может стать предварительным условием прочного мира. Он заявил, что, несмотря на предложение Джона Невилла, 3-го барона Невилла из Рэби, король отказался присутствовать при выступлении войска. Диспенсер признал, что получил во Фландрии королевские письма с просьбой принять Арундела в качестве лейтенанта, в ответ на что попросил короля и совет назначить графа официально. Несмотря на эти аргументы, епископ был признан виновным и лишён светских полномочий на два года. Тогда Диспенсер попросил короля провести дополнительные слушания, чтобы он мог выступить в свою защиту. В речи, произнесённой 24 ноября, он попытался переложить вину на своих капитанов, но Майкл де ла Поль опроверг его аргументы. Вина епископа была подтверждена, и хотя он действовал «вопреки общепринятому обычаю сословия прелатов Англии», показывает, что это обвинение было лицемерным для того времени. В 1346 году архиепископ Йоркский Уильям ла Зуш командовал английскими войсками в битве при Невилл-Кросс, а в 1372 году епископ Даремский Томас Хэтфилд предложил возглавить войска в качестве своего рода кондотьера папы Григория XI. Ричард II предложил относиться к Диспенсеру как к священнослужителю. Его временные полномочия были приостановлены, пребенды — кофискованы, сам он был оштрафован на сумму, равную всем государственным расходам на экспедицию. Впрочем, уже в 1385 году Диспенсер был восстановлен в своих правах.
Капитанов попросили ответить на обвинения в получении взяток на общую сумму 18 тысяч золотых франков. Они не отрицали свою вину, но утверждали, что эти деньги стали всего лишь компенсацией их расходов. Казначей, Фулмер и пятеро капитанов отправились в тюрьму и были оштрафованы на 14 600 тысяч золотых франков.

## Оценки
Как отмечает историк Кристофер Тайерман, популярный среди простонародья и горожан крестовый поход «был широко раскритикован только задним числом» и «при всей своей канонической уместности [это] была тонко замаскированная Столетняя война». Среди критиковавших поход современников были Джон Уиклиф и французский хронист Жан Фруассар, которые обвиняли его лидеров в лицемерии.